# NHKみんなのうた 55 アニバーサリー・ベスト 〜チョコと私〜
『NHKみんなのうた 55 アニバーサリー・ベスト 〜チョコと私〜』（エヌエイチケーみんなのうた ごじゅうご アニバーサリー・ベスト チョコとわたし）は、2016年4月27日に発売された、NHKの音楽番組『みんなのうた』の放送開始55周年記念ベスト・アルバムのシリーズ。

## 概要
- 本作は、ソニー・ミュージックダイレクトから発売された。
- 規格商品番号は、MHCL-2597。
- ジャケット写真の色は、緑。
- ジャケット写真の楽曲映像のアートワークは、以下の通り。
  - 1990年8月・9月放送「東の島にコブタがいた」
  - 1993年2月・3月放送「感謝状」
  - 1993年8月・9月放送「Catch 〜次の夏が来るように〜」
  - 2007年10月・11月放送「WINNER」
  - 2014年2月・3月放送「チョコと私」

## 収録曲
- 1.さっさか大阪 / 大阪放送児童合唱団
- 2.木曽路はきょうも / 森山良子
- 3.街にだかれて / トワ・エ・モワ
- 4.熊野地ひとり / シモンズ
- 5.美しい星 / ジェリー伊藤、ミシェル伊藤
- 6.遠いまち / 五輪真弓
- 7.遠い風紋 / 長谷川きよし
- 8.南風 / 長谷川きよし
- 9.星から落ちた迷い子 / ハイ・ファイ・セット
- 10.だれもいそがない村 / 森山良子
- 11.コロは屋根のうえ / 大貫妙子
- 12.ふりむけばカエル / 矢野顕子
- 13.買ってちょうだい / 種ともこ
- 14.陽光のなかの僕たち / 西城秀樹
- 15.いつまでも旅人 / 布施明
- 16.東の島にコブタがいた / 爆風スランプ
- 17.あした / 倍賞千恵子
- 18.感謝状 / 佐田玲子
- 19.Catch 〜次の夏が来るように〜 / 135
- 20.ふるさとの五月 / 尾崎紀世彦
- 21.笑顔 / 岩崎宏美
- 22.WINNER / RYTHEM
- 23.ピンクと呪文 / ザ★スリー・ソウル・ピグリーズ
- 24.金平糖 / 太田裕美
- 25.チョコと私 / 八神純子